# Cúp FIFA World Cup
Cúp vàng Giải vô địch Bóng đá Thế giới là một cúp vàng trao cho đội vô địch giải đấu này (FIFA World Cup). Từ khi World Cup diễn ra năm 1930, đã có hai cúp tượng trưng cho chiến thắng: Cúp Jules Rimet được trao từ 1930 đến 1970, và Cúp FIFA World Cup được trao từ 1974 đến nay.
Tên gọi ban đầu của cúp là Chiến thắng (Victory), nhưng sau đó được đổi tên để tôn vinh cựu chủ tịch của FIFA Jules Rimet. Nó được làm từ vàng mạ bạc nguyên chất (sterling silver) và ngọc lưu ly (lapis lazuli), cúp mang biểu tượng thần Nike - vị thần chiến thắng của thần thoại Hy Lạp. Đội tuyển bóng đá quốc gia Brazil giành chức vô địch lần thứ ba vào năm 1970, làm cho họ có quyền giữ cúp thật mãi mãi, như đã được quy ước bởi Jules Rimet ở năm 1930.. Cúp Jules Rimet đã bị đánh cắp năm 1983 và chưa tìm thấy lại được. Cúp được thay thế, cúp FIFA World Cup, lần đầu tiên được sử dụng trong kỳ World Cup 1974. Nó được làm từ vàng 18 carat với đế bằng malachite (đá lông công), trên cúp có hình ảnh hai người đang giữ Trái Đất. Đội bóng hiện nay đang giữ cúp đó là Argentina, đã giành chức vô địch tại giải đấu gần nhất - World Cup 2022.

## Cúp Jules Rimet

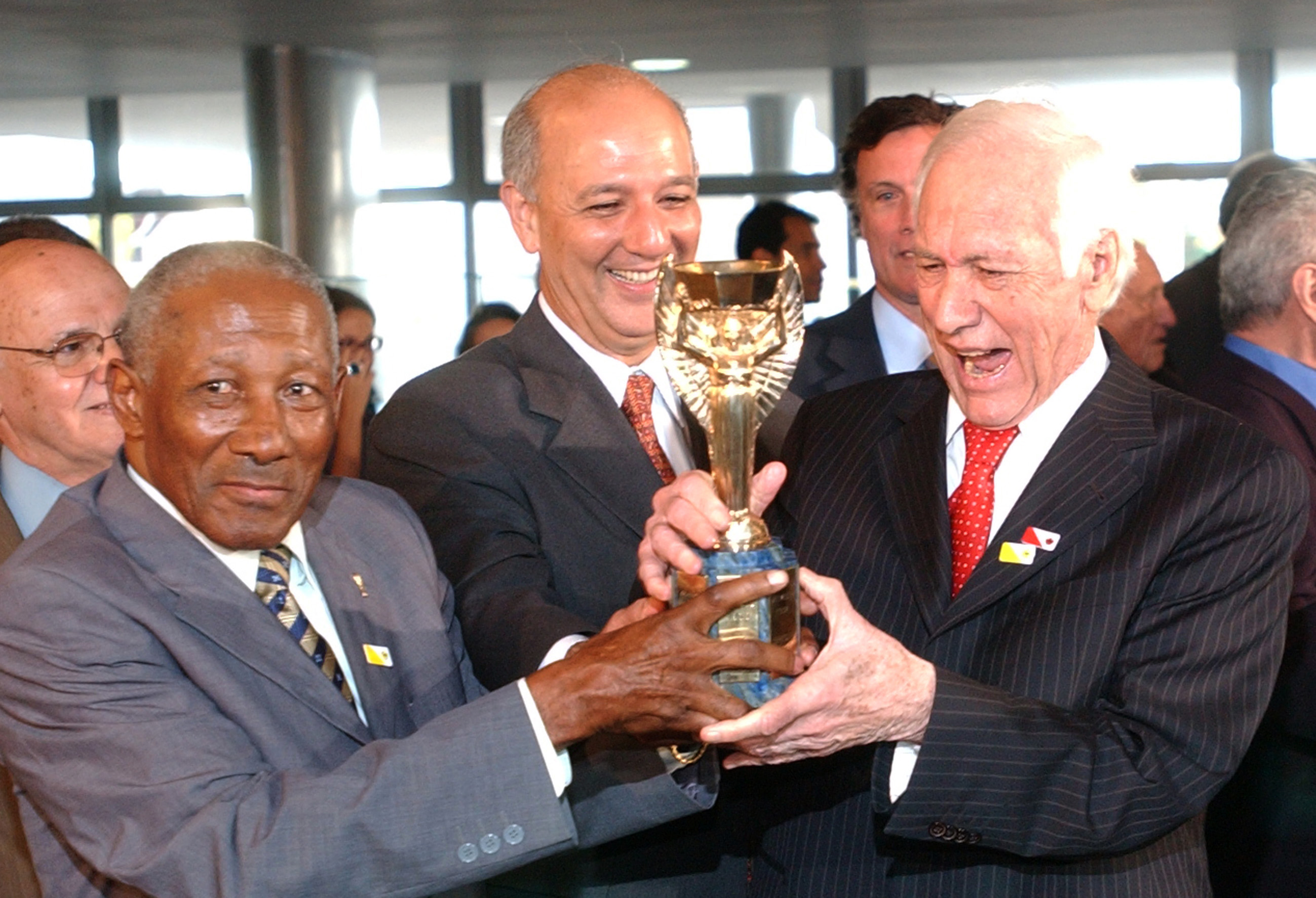
Bản sao cúp Jules Rimet trên tay cựu cầu thủ Brasil Djalma Santos (1929-2013) và cầu thủ Brasil gốc Ý Hilderaldo Bellini (1930-2014)

Cúp Jules Rimet là giải thưởng chính thức cho đội vô địch bóng đá World Cup. Ban đầu tên gọi của nó là Chiến thắng, nhưng thường được biết đến nhiều hơn là World Cup hay Coupe du Monde, nó được chính thức đặt tên lại vào năm 1946 để tôn vinh chủ tịch FIFA Jules Rimet người đã chiến thắng cuộc bỏ phiếu năm 1929 để bắt đầu tổ chức giải đấu này. Do Abel Lafleur thiết kế và làm từ vàng khối trên đế bằng đá xanh da trời, nó cao 35 cm (14 in) và nặng 3,8 kg (8,4 lb)). Nó gồm một chén bát giác, được đỡ bởi chiếc cánh biểu tượng của thần Nike, vị thần chiến thắng của Hy Lạp. Cúp Jules Rimet được đưa đến Uruguay trong lần FIFA World Cup đầu tiên trên tàu Conte Verde, nhổ neo từ cảng Villefranche-sur-Mer, phía nam của Nice, vào ngày 21 tháng 6 năm 1930. Trên cùng con thuyền này đã từng trở có chủ tịch Jules Rimet và các cầu thủ của các đội tuyển Pháp, Rumani và Bỉ, những đội tham gia vòng đấu trong năm này. Đội đầu tiên được trao cúp là Uruguay, đội vô địch World Cup 1930.
Trong chiến tranh thế giới lần thứ 2, đội vô địch năm 1938 là Ý giữ chiếc cúp này. Ottorino Barassi, phó chủ tịch của FIFA và là chủ tịch của FIGC, đã bí mật vận chuyển từ một ngân hàng ở Roma và giấu nó trong một hộp đựng giày dưới gầm giường của ông để bảo vệ nó khỏi bị Đức Quốc xã lấy đi.
Vào ngày 20 tháng 3 năm 1966, bốn tháng trước khi khai mạc vòng chung kết World Cup 1966 tại Anh, chiếc cúp Jules Rimet đã bị lấy trộm trong một cuộc triển lãm công cộng tại Quảng trường Trung tâm Westminster. Rất may là nó đã được tìm thấy chỉ 7 ngày sau đó, nó được gói trong một tờ báo chôn dưới chân bờ rào một khu vườn ở ngoại ô Upper Norwood, phía nam Luân Đôn, do chú chó tên là Pickles đã tìm ra.
Vì lý do an ninh, Hiệp hội bóng đá Anh đã bí mật sản xuất một bản sao của chiếc cúp để ăn mừng sau trận chung kết. Bản sao này đã được bán đấu giá vào năm 1997 với giá là £254.500, khi nó được mua bởi FIFA. Với giá bán của phiên đấu giá cao như vậy, gấp nhiều lần so với giá khởi điểm £20.000-£30.000, dẫn đến những nghi ngờ rằng chiếc cúp đem bán đấu giá không phải là bản sao. FIFA sau đó đã kiểm tra và xác nhận cúp đưa ra bán đấu giá chính là chiếc bản sao. Sau phiên bán đấu giá, FIFA đã trưng bày cúp bản sao tại Bảo tàng Bóng đá Quốc gia Anh ở Preston.
Đội tuyển bóng đá quốc gia Brazil giành chức vô địch lần thứ ba vào năm 1970, làm cho họ có quyền giữ cúp thật mãi mãi, như đã được quy ước bởi Jules Rimet ở năm 1930. Nó đã được đặt trưng bày tại trụ sở của Liên đoàn Bóng đá Brazil ở Rio de Janeiro trong tủ kính chống được tên lửa. Vào ngày 19 tháng 12 năm 1983, tấm gỗ phía sau của tủ đã bị cạy ra bởi một thanh sắt và chiếc cúp đã bị lấy cắp một lần nữa. Bốn người đàn ông đã bị nghi ngờ và kết án vắng mặt. Chiếc cúp từ đó tới nay vẫn chưa tìm lại được.
Ủy ban bóng đá của Brazil đã đề nghị một bản sao khác cho họ, do Eastman Kodak chế tác, sử dụng 1,8 kg (3,97 lb) vàng. Bản sao này đã được trình lên tổng thống Brazil năm 1984.
Vụ trộm cúp Jules Rimet cũng là nội dung trong tập 6, Mysteries of the Jules Rimet Trophy trong loạt phim 30 for 30 chiếu trong thời gian diễn ra giải vô địch bóng đá thế giới 2014.

## Cúp FIFA World Cup

Cúp FIFA World Cup (trao từ 1974–nay)

Cuộc thi lựa chọn chiếc cúp thay thế đã được tổ chức bởi FIFA để chuẩn bị cho World Cup 1974. 53 mẫu do các nghệ sĩ điêu khắc tạo ra được gửi về từ 17 nước. Tác phẩm của họa sĩ người Italy Silvio Gazzaniga đã được Ủy ban bầu chọn. Chiếc cúp cao 36,5 cm (14,4 in), được làm từ 5 kg (11 lb) vàng 18 carat (tỷ lệ 75% vàng) với đế có đường kính 13 cm (5,1 in) gồm hai lớp đá Lông Công (malachit). Chiếc cúp được yêu cầu làm rỗng; do nếu nó được làm đặc, nó sẽ nặng tới 70–80 kg và quá nặng để có thể giương cao chiếc cúp. Bertoni, Milano là người chế tác chiếc cúp, với tổng khối lượng là 6,175 kg (13,6 lb), trị giá 200.000 USD với biểu tượng hai người đang giữ Trái Đất. Gazzaniga đã miêu tả cúp như các đường bật lên từ đáy, vươn lên theo đường xoắn ốc, mở rộng ra để đón lấy thế giới. Nghệ thuật điêu khắc làm nổi bật lên hình người nhỏ gọn vươn lên thanh thoát, hiện ra hình ảnh hai vận động viên trong thời khắc tưng bừng của chiến thắng. Thủ quân của đội tuyển Tây Đức, Franz Beckenbauer là người đầu tiên giương cao chiếc cúp tại World Cup 1974.
Chiếc cúp có khắc chữ nổi "FIFA World Cup" tại đế của nó. Tên của nước có đội tuyển giành chức vô địch tại mỗi kỳ World Cup được khắc tại mặt đáy của cúp, nên sẽ không nhìn thấy được khi đặt chiếc cúp thẳng đứng. Câu ghi năm giải đấu diễn ra và tên của đội tuyển quốc gia vô địch đều được khắc bằng ngôn ngữ của quốc gia đó, ví dụ "— 1990 Deutschland" và "— 1994 Brasil" (tuy nhiên, năm 2010 nhà vô địch được khắc bằng tiếng Anh mà không phải bằng tiếng Tây Ban Nha theo quy định). Cho đến năm 2014, mười một nhà vô địch đã được khắc ở đế. Kể từ World Cup 2018, FIFA quyết định thay một đế mới cho chiếc cúp với tên các đội vô địch được khắc theo vòng tròn và có dòng chữ "World Champions" ở trung tâm, đồng thời tên của nhà vô địch năm 2010 đã được khôi phục trở lại bằng tiếng Tây Ban Nha theo đúng quy định. Nghị quyết hiện nay của FIFA khẳng định rằng chiếc cúp này không giống như cái đầu tiên, không thể giữ được mãi mãi: đội vô địch chỉ nhận được bản sao mạ vàng chứ không phải chiếc cúp bằng vàng nguyên khối như chiếc cúp thật.

## Các đội vô địch

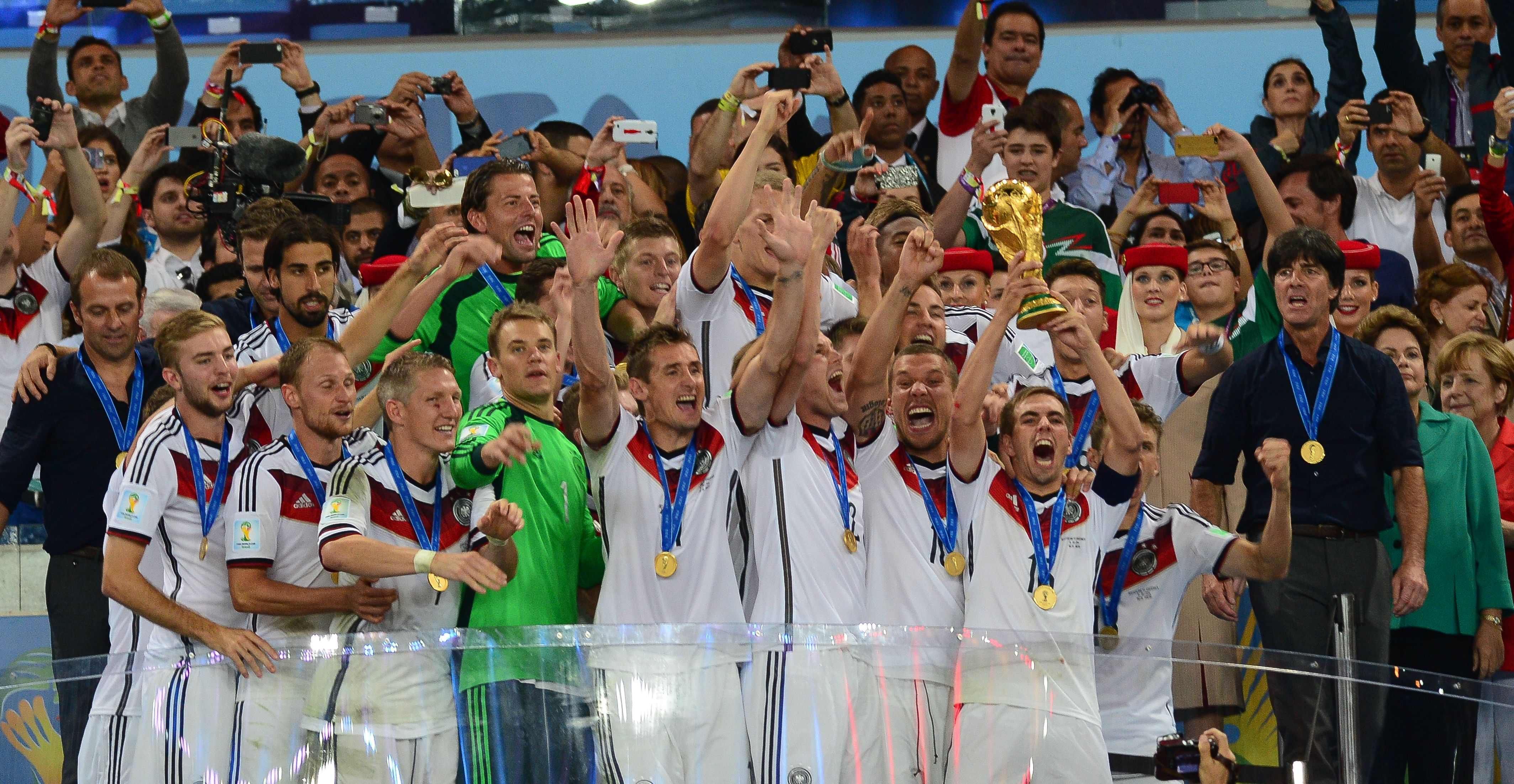
Đội trưởng Philipp Lahm nâng cúp vô địch tại World Cup 2014

### CúpJules Rimet
- Brazil - 1958, 1962, 1970
- Italy - 1934, 1938
- Uruguay - 1930, 1950
- Đức - 1954
- Anh - 1966

### Cúp FIFA World Cup
- Argentina - 1978, 1986, 2022
- Đức - 1974, 1990, 2014
- Brazil - 1994, 2002
- Italy - 1982, 2006
- Pháp - 1998, 2018
- Tây Ban Nha - 2010

### Tổng số
| Nước            | Cúp Jules Rimet | Cúp FIFA World Cup | Tổng |
| --------------- | --------------- | ------------------ | ---- |
| Brazil          | 3               | 2                  | 5    |
| Italy           | 2               | 2                  | 4    |
| Đức             | 1               | 3                  | 4    |
| Argentina       | 0               | 3                  | 3    |
| Uruguay         | 2               | 0                  | 2    |
| Anh             | 1               | 0                  | 1    |
| Pháp            | 0               | 2                  | 2    |
| Tây Ban Nha     | 0               | 1                  | 1    |
| Tổng            | 9               | 13                 | 22   |
| Số nước vô địch | 5               | 6                  | 11   |